# Kleinwehrhagen

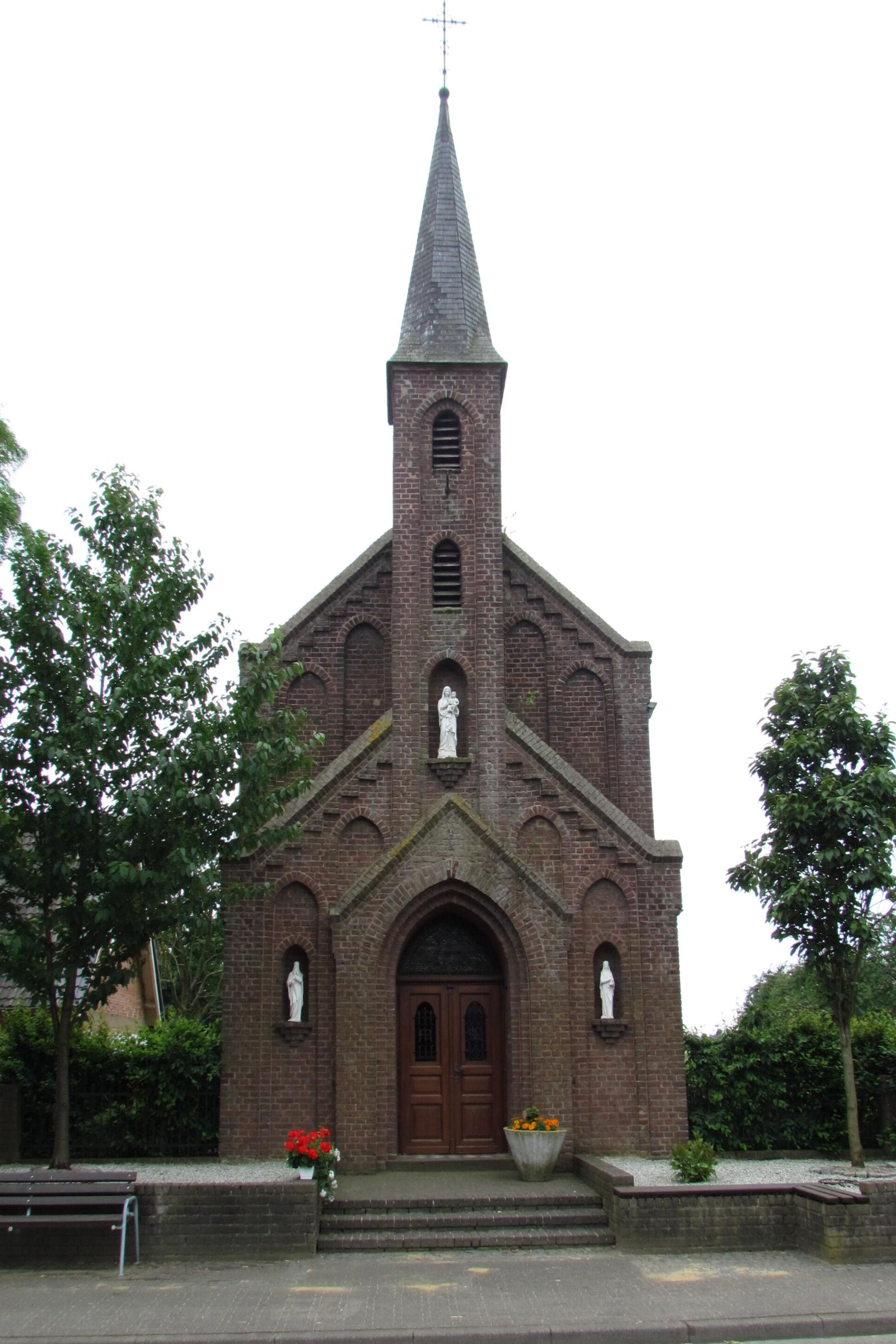
Kapelle

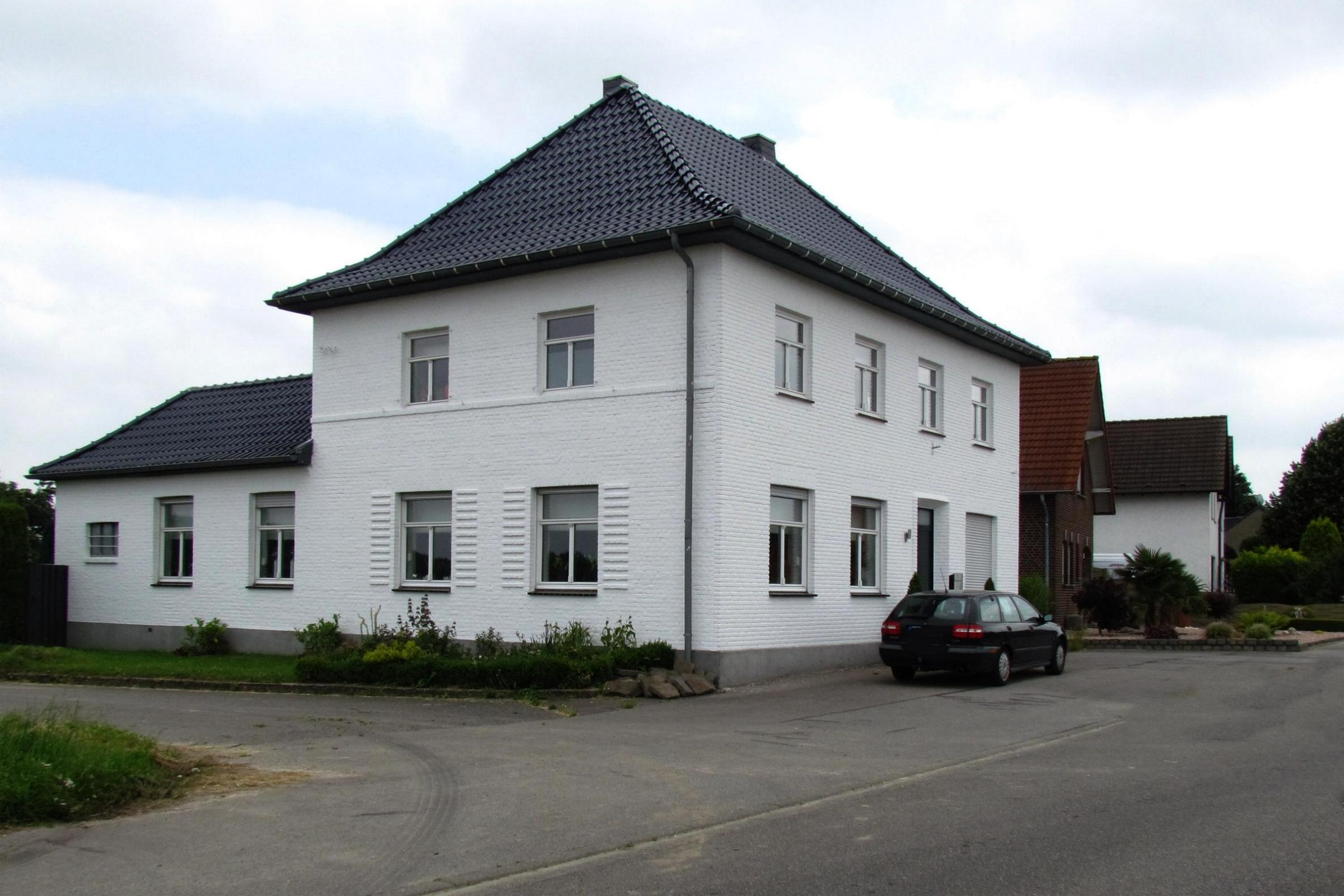
Ortseingang

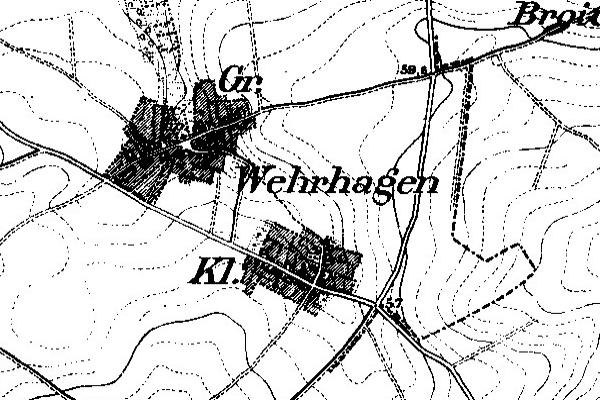
Kleinwehrhagen auf der Neuaufnahme von 1912

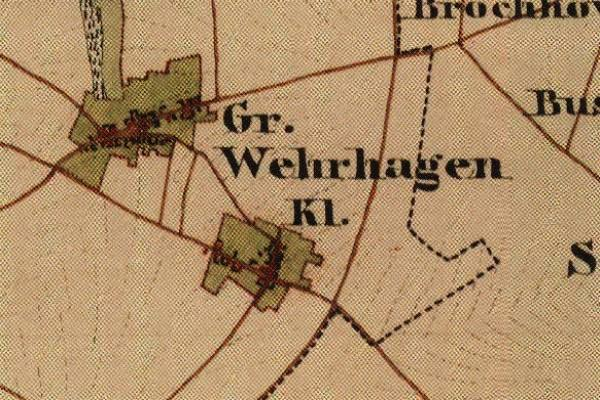
Kleinwehrhagen auf der Urkatasterkarte von 1846

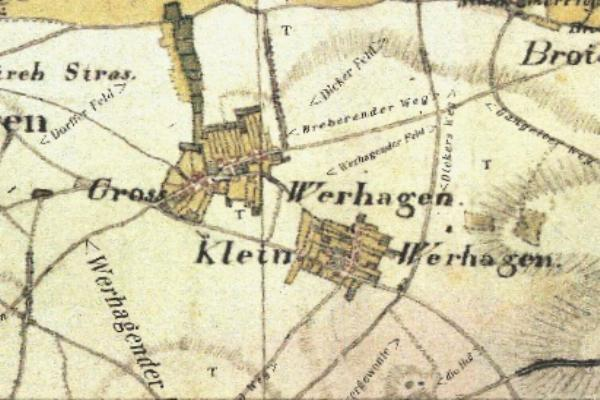
Kleinwehrhagen auf der Tranchotkarte 1803–1820

Kleinwehrhagen ist eine kleine Ortschaft der Gemeinde Selfkant im Kreis Heinsberg in Nordrhein-Westfalen.

## Geographie

### Lage
Kleinwehrhagen liegt im östlichen Gebiet der Gemeinde Selfkant, an der ehemaligen niederländischen Transitstraße durch den Selfkant (heutige Landesstraße 410), die von Koningsbosch nach Brunssum führt. Die Kreisstraße 15 verläuft durch den Ort. Im Süden grenzt die Bundesstraße 56n an den Ort.

### Gewässer
Kleinwehrhagen liegt im Einzugsgebiet des Saeffeler Bachs, welcher in den Rodebach (GEWKZ 281822) mündet und damit letztlich zum Einzugsgebiet der Maas.

### Nachbarorte
| Heilder | Saeffelen                                   | Broichhoven |
| Tüddern | Kompassrose, die auf Nachbargemeinden zeigt | Schümm      |
| Wehr    | Süsterseel                                  | Hastenrath  |

### Siedlungsform
Kleinwehrhagen ist ein locker bebauter Weiler.

## Geschichte

### Ortsname
- 1533 bi kleinem Dwerhagen
- 1846 Kleinwehrhagen

### Ortsgeschichte
Kleinwehrhagen gehörte zum Jülicher Amt Millen. Eine sichere Unterscheidung von Großwehrhagen ist erst ab dem 16. Jahrhundert möglich. Ein Hof zu Weirhagen erscheint seit 1476 als Lehen der Mannkammer Heinsberg, ein wahrscheinlich anderer wenig später als Lehen der Mannkammer Millen. Der Ort gehörte zum Kirchspiel Höngen.
Kleinwehrhagen hatte 1828 insgesamt 133 Einwohner und bildete mit Biesen, dem Gehöft Dieck und Großwehrhagen die Gemeinde Höngen, die zum Amt Selfkant gehörte.
Vom 23. April 1949 bis zum 31. Juli 1963 stand der Selfkant und damit auch die Gemeinde Höngen mit Kleinwehrhagen unter niederländischer Auftragsverwaltung.
Mit dem Gesetz zur Neugliederung von Gemeinden des Selfkantkreises Geilenkirchen-Heinsberg vom 24. Juni 1969 wurden die Gemeinden Havert, Hillensberg, Höngen, Millen, Süsterseel, Tüddern, Wehr (Amt Selfkant) und die Gemeinde Saeffelen (Amt Waldfeucht) zu einer neuen amtsfreien Gemeinde Selfkant.

### Kirchengeschichte
Die römisch-katholische Pfarre St. Lambertus Höngen war mit Bruch, Groß- und Kleinwehrhagen, eine eigenständige Kirchengemeinde. Bereit um die erste Jahrtausendwende stand in Höngen eine Kapelle, die der Pfarre Gangelt unterstand. Im Jahre 1227 erhielt Höngen das Recht einer Pfarrkirche. Nach der Zerstörung durch den Krieg wurde die jetzige Kirche 1952 geweiht.
Im Dorf steht eine kleine Kapelle. Sie ist der Königin des hl. Rosenkranzes geweiht. Die Kapelle stammt aus dem Jahr 1906 und wurde von den Bewohnern gebaut. Das Grundstück war eine Stiftung des Eigentümers.
Im Zuge der Pfarrgemeindereformen im Bistum Aachen wurde die ehemals eigenständige katholische Pfarrgemeinde St. Lambertus Höngen in die Gemeinschaft der Gemeinden (GdG) St. Servatius Selfkant eingegliedert.

## Politik
Gemäß § 3 (1) der Hauptsatzung der Gemeinde Selfkant ist das Gemeindegebiet in Ortschaften eingeteilt. Kleinwehrhagen bildet mit Höngen eine Ortschaft und wird nach § 3 (2) von einem Ortsvorsteher in der Gemeindevertretung vertreten. Ortsvorsteherin der Ortschaft Höngen ist Ruth Deckers. (Stand 2013)

## Infrastruktur
- Im Juni 2013 lebten in Kleinwehrhagen 103 Personen.
- Der Ort hat Anschluss an das Radverkehrsnetz NRW.

## Sehenswürdigkeiten
- Katholische Pfarrkirche St. Lambertus in Höngen
- Kapelle der Königin des hl. Rosenkranzes

## Vereine
- Freiwillige Feuerwehr Selfkant, Löscheinheit Höngen-Saeffelen
- St. Johannes Baptist Schützenbruderschaft Höngen
- Sozialverband VdK Deutschland – Ortsverband Selfkant betreut Kleinwehrhagen

## Verkehr

### Autobahnanbindung
| BAB  | Streckenabschnitt        | Anschlussstelle | Entfernung |
| ---- | ------------------------ | --------------- | ---------- |
| A 46 | Heinsberg – Düsseldorf   | AS Heinsberg    | 15 km      |
| A 44 | Aachen – Mönchengladbach | AS Aldenhoven   | 30 km      |
| A 4  | Aachen – Köln            | AS Weisweiler   | 40 km      |

### Bahnanbindung
Ab Bahnhof Geilenkirchen (ca. 15 km Entfernung)
| Linie | Linienbezeichnung | Linienverlauf                              |
| ----- | ----------------- | ------------------------------------------ |
| RE 4  | Wupper-Express    | Aachen–Mönchengladbach–Düsseldorf–Dortmund |
| RB 33 | Rhein-Niers-Bahn  | Aachen–Mönchengladbach–Krefeld–Duisburg    |

### Busanbindung
Der AVV bedient mit seinen Buslinien Linien 437 und 438 der WestVerkehr im öffentlichen Personennahverkehr Kleinwehrhagen.
Zudem verkehrt der Multi-Bus seit dem 9. Juni 2024 kreisweit erweitert und zu einheitlichen Bedienzeiten. Mehr Informationen gibt es bei WestVerkehr.
| Linie | Verlauf |
| ----- | --- |
| 437   | Geilenkirchen Bf – Bauchem – Niederheid – Hatterath – Gillrath – Stahe – Niederbusch – Gangelt – Hastenrath – Kleinwehrhagen – Großwehrhagen – Höngen |
| 438   | Saeffelen – Kleinwehrhagen – Großwehrhagen – Höngen – Stein – Havert – Millen-Bruch – Isenbruch – Schalbruch                                          |